# Wincenty Ciechomski
Wincenty Ciechomski herbu Wąż – cześnik sochaczewski w 1787 roku, łowczy sochaczewski w 1784 roku, poseł ziemi gostynińskiej na sejm 1784 roku, marszałek konfederacji targowickiej ziemi gostynińskiej.